# Snails Kunovice
Snails Kunovice je český softballový klub z Kunovic u Uherského Hradiště. Domácím hřištěm je kunovská Mlatevňa.

## Historie softballu v Kunovicích
Začátky softballu v Kunovicích sahají až do osmdesátých let. Skupina nadšených sportovců za pomoci Domu Dětí a Mládeže začala provozovat tento sport na palouku v Kunovském lese a posléze na školním hřišti 5. ZŠ Uherské Hradiště.  Díky velkému prvotnímu zápalu vyvstala nutnost pravidelné celoroční soutěže. Nadšenci z kroužku DDM Uh. Hradiště tak zakládají oddíl softballu pod hlavičkou TJ Let Kunovice a přesunují svoji činnost na staré škvárové hřiště v Kunovicích. Jelikož v této době neexistovala na Jižní Moravě žádná pravidelná soutěž, tým se v roce 1990 zúčastní přeboru severní Moravy a umísťuje se na druhém místě. V roce 1992 se kvalifikuje na Mistrovství ČR v Plzni. Na tomto mistrovství tým sahá po historickém úspěchu, ale nakonec v klíčovém zápase neuspěl a končí na třináctém místě. Zahájil tím sérii čtyř neúspěšných pokusů kvalifikovat se do druhé nejvyšší softballové ligy. V roce 1993 tým změnil název na Molus Kunovice.
Společně s DDM pořádá pravidelné turnaje neregistrovaných hráčů pod názvem O putovní krávu. Právě na tomto turnaji si poprvé nasazuje rukavici na ruku mnoho budoucích hráčů a hráček. Také turnaj mužů O flašku slivovice patří k oblíbeným turnajům, na který přijíždějí týmy z celé ČR. Kromě mužského týmu se oddíl snaží vytvořit tým dívek a mládeže.
Paralelně vzniká v roce 1992 v Uherském Hradišti pod hlavičkou Sokola druhý oddíl složený především z hráčů mládežnické kategorie. Během prvních dvou let vytvoří oddíl čtyři družstva (muže, ženy, juniorky a kadety). Začíná se aktivně podílet na činnosti České softballové asociace, tvořit základnu rozhodčích a vychovávat trenéry. Týmy Sokola Uh. Hradiště se rok od roku zlepšují. Ženy v roce 1994 postupují do Moravské ligy a v roce 1995 bojují o postup do I. ligy a následně do nově vznikající II. ligy žen. V roce 1996 tým mužů převzal po Molusu vítěznou štafetu v Jihomoravském přeboru. Společně s týmem žen začíná snaha o postup do celostátních soutěží (2. liga).
V roce 1997 díky zániku týmu Molus Kunovice je družstvo mužů Sokola Uh. Hradiště posíleno o několik zkušených hráčů a v roce 1998 dochází ke změně názvu na Snails Kunovice. Po zániku klubu v Kunovicích se právě Sokol přesunuje na škvárové hřiště do Kunovic.
Na přelomu tisíciletí dochází konečně k prolomení bariéry celostátních soutěží. Tým mužů i žen několik let kralují Jihomoravskému přeboru. Muži v Kostelci nad Orlicí pod vedením Pavla Němce a ženy v Chocni pod vedením Pavla Křiváka procházejí kvalifikací a oba týmy v průběhu několika minut postupují do 2. ligy mužů resp. žen. Tímto úspěchem začali Šneci psát novou historii. Tým mužů ve druhé lize úspěšně působil sedm let a historicky nejúspěšnějším rokem se stala sezóna v roce 2007, kdy pod vedením Milana Zedníka vybojovali v dramatickém finále 2. ligy s PV Praha účast v nejvyšší soutěži – v 1. lize. Ženy po několikaleté pauze se do 2. ligy vracejí v roce 2006 pod vedením Barbory Štěrbové a Jany Fornůskové. V roce 2010 pak napodobují muže a také ony postupují do Extraligy žen.
Právě v tomto období dochází k největšímu rozmachu. Oddíl Snails Kunovice pracuje  aktivně s mládeží. Má týmy ve všech mládežnických kategoriích, organizuje regionální školskou ligu, Burčákový turnaj ve slowpitch a mnoho dalších sportovních a společenských akcí.
Snails Kunovice se řadí mezi největší softballové oddíly v ČR.

## Týmy a soutěže
| Rok       | Muži A                               | Ženy A                                           | Muži B          | Ženy B          | Junioři                   | Juniorky  | Kadeti U16 | Kadetky U16   | Žáci U13  | Žákyně U13 | Coachball U11     | Rokie Ball U9 / T-Ball | Přípravka |
| 1991-1998 | Moravský přebor (týmy MOLUS a SOKOL) | Moravský přebor (1994 tým "Happiny", pak SOKOL ) |                 |                 | 1997 Liga Juniorů (MOLUS) |           |            |               |           |            |                   |                        |           |
| 1999      | Moravský přebor (už jako Snails)     | Moravský přebor (už jako Snails)                 |                 |                 |                           |           |            |               |           |            |                   |                        |           |
| 2000      | Moravský přebor                      | Moravský přebor                                  |                 |                 |                           |           |            |               |           |            |                   |                        |           |
| 2001      | 2. liga                              | 2. liga                                          |                 |                 |                           |           |            |               |           |            |                   |                        |           |
| 2002      | 2. liga                              |                                                  |                 |                 |                           |           |            |               |           |            |                   |                        |           |
| 2003      | 2. liga                              | -                                                | Moravský přebor |                 |                           |           |            |               |           |            |                   |                        |           |
| 2004      | 2. liga                              | Moravský přebor                                  | Moravský přebor |                 |                           |           |            |               |           |            |                   |                        |           |
| 2005      | 2. liga                              | Moravský přebor                                  | Moravský přebor |                 |                           |           |            |               |           |            |                   |                        |           |
| 2006      | 2. liga                              | Moravský přebor                                  | Moravský přebor |                 |                           |           |            |               |           |            |                   |                        |           |
| 2007      | 2. liga                              | 2. liga                                          | Moravský přebor |                 |                           |           |            |               |           |            |                   |                        |           |
| 2008      | Extraliga                            | 2. liga                                          | Moravský přebor |                 |                           |           | 2. liga    |               |           |            |                   |                        |           |
| 2009      | Extraliga                            | 2. liga                                          | Moravský přebor |                 |                           |           | 2. liga    |               |           |            |                   |                        |           |
| 2010      | Extraliga                            | 2. liga                                          | Moravský přebor |                 |                           |           | 2. liga    | Moravská liga |           |            |                   |                        | trénuje   |
| 2011      | Extraliga                            | Extraliga                                        | Moravský přebor | Moravský přebor |                           |           | -          | -             |           |            |                   |                        | trénuje   |
| 2012      | Extraliga                            | Extraliga                                        | Moravský přebor | Moravský přebor |                           |           | -          | Moravská liga | Extraliga |            |                   | Extraliga T-Ballu      | trénuje   |
| 2013      | Extraliga                            | Extraliga                                        | Moravský přebor | -               |                           | Extraliga | 3. liga    | -             | 2. liga   |            |                   | 2. liga T-Ballu        | trénuje   |
| 2014      | 2. liga                              | Extraliga                                        | -               | -               |                           | Extraliga | 3. liga    | -             | Extraliga |            |                   | Extraliga T-Ballu      | trénuje   |
| 2015      | 2. liga                              | Extraliga                                        | Moravský přebor | -               |                           | Extraliga | 3. liga    | 2. liga       | Extraliga | 2. liga    |                   | 2. liga T-Ballu        | trénuje   |
| 2016      | 3. liga                              | Extraliga                                        | -               | 3. liga         |                           | Extraliga | 2. liga    | 2. liga       | Extraliga | 2. liga    |                   | Extraliga T-Ballu      | trénuje   |
| 2017      | 3. liga                              | Extraliga                                        | -               | 3. liga         |                           | 2. liga   | 2. liga    | 2. liga       | Extraliga | 2. liga    | Coachballová liga | Extraliga T-Ballu      | trénuje   |
| 2018      | 3. liga                              | Extraliga                                        | -               | 3. liga         | 2. liga                   | 2. liga   | Extraliga  | 2. liga       | 2. liga   | 2. liga    | Coachballová liga | Moravská liga T-Ballu  | trénuje   |
| 2019      | 2. liga                              | Extraliga                                        | -               | 3. liga         | 2. liga                   | 2. liga   | 2. liga    | 2. liga       | Superliga | 2. liga    | Coachballová liga | Moravská liga T-Ballu  | trénuje   |
| 2020      | 2. liga                              | Extraliga                                        | 3. liga         | 3. liga         | Extraliga                 | 2. liga   | Superliga  | 2. liga       | Superliga | Superliga  | Coachballová liga | Moravská liga T-Ballu  | trénuje   |
| 2021      | 2. liga                              | Extraliga                                        | 3. liga         | 3. liga         | Extraliga                 | 2. liga   | Superliga  | Superliga     | 2. liga   | 2. liga    | Coachballová liga | Rookieballová liga     | trénuje   |
| 2022      | Extraliga                            | Extraliga                                        | 3. liga         | 3. liga         | Extraliga                 | Liga      | Liga       | Liga          | Liga      | Liga       | Coachballová liga | Rookieballová liga     | trénuje   |
| 2023      | Extraliga                            | 2. liga                                          | 3. liga         | 3. liga         | Extraliga                 | Liga      | Liga       | Liga          | Liga      | Liga       | Coachballová liga | Rookieballová liga     | trénuje   |
| 2024      | 2. liga                              | 2. liga                                          | 3. liga         | 3. liga         | Extraliga                 | Liga      | Superliga  | Superliga     | Liga      | Liga       | Coachballová liga | Rookieballová liga     | trénuje   |

## Předsedové klubu
| Předsednictví  | Jméno                                     |
| XXX – 1991     | Petr Fornůsek (Molus)                     |
|                | Roman Hradský (Molus) Pavel Němec (Sokol) |
|                | Milan Říha (Molus) Pavel Křivák (Sokol)   |
| 1998-2000      | Pavel Křivák                              |
| 2000-2001      | Ladislav Britaňák                         |
| 2002 – 2008    | Miroslav Kuřímský                         |
| 2009           | Pavel Němec                               |
| 2010 – 2020    | Pavel Křivák                              |
| 2021 – doposud | Milan Zedník                              |

## Síň slávy

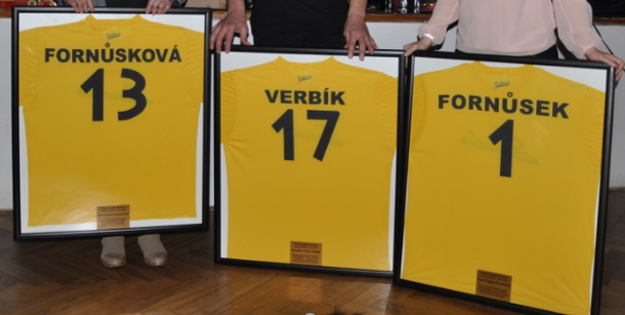
První uvedení do síně slávy Snails v roce 2014.

Založena v roce 2014. V prvním roce byli uvedeni do síně slávy 3 členi, následující roky se přidává po jednom členu vždy na závěrečném galavečeru.
| Rok  | Jméno                        | Medailonek |
| 2014 | Petr Fornůsek (Pegas)        | Youtube    |
| 2014 | Jaroslav Verbík (Cárin)      | Youtube    |
| 2014 | Jana Fornůsková (Saxána)     | Youtube    |
| 2015 | Milan Říha (Čiko)            | Youtube    |
| 2016 | Pavel Ott (Oťan)             | Youtube    |
| 2017 | Rostislav Klimánek (Rosťa)   | Youtube    |
| 2018 | Miroslav Kuřimský st. (Kuřa) | Youtube    |
| 2019 | Petra Pavlíková (Pepina)     | Youtube    |
| 2020 | *Nehodnoceno                 |            |
| 2021 | Pavel Němec                  | Youtube    |
| 2022 | Radim Hradský (Kraken)       | Youtube    |
| 2023 | Bedřich Vaculík (Beďa)       | Youtube    |

## Úspechy týmů Snails Kunovice
| Úspěchy týmů Snails |
| - 1995 - – Junioři – 3. místo Mistrovství ČR mladších juniorů (Sokol Uherské Hradiště) - 2000 - Muži – postup mužů do 2. ligy - Ženy – postup žen do 2. ligy - 2002 - – Junioři – 3. místo Mistrovství ČR mladších juniorů - 2007 - – Muži – vítězové 2. ligy, postup do Extraligy - 2008 - Muži – historicky první sezóna v nejvyšší české soutěži – Extralize - 2009 - Muži – postup do play-off Extraligy a historicky nejlepší umístění – 6. místo - – Rezervní tým mužů – vítěz Slovenské ligy - 2010 - – Ženy – finalistky 2. ligy, postup do ženské Extraligy - 2011 - Ženy – historicky první sezóna v nejvyšší české soutěži – Extralize - Oddíl Snails je jeden ze tří oddílů v ČR hrající nejvyšší soutěž v ženské i mužské soutěži (Snails, Eagles, Slavia Plzeň) - 2013 - Muži – po šestí letech sestup z Extraligy do 2. ligy - – Juniorky finalistkami Extraligy juniorek - 2014 - – Ženy – třetí místo v Extralize žen - – Juniorky – vítězí v Extralize juniorek, Mistr ČR - 2015 - – Ženy – třetí místo v Extralize žen - – Juniorky – vítězí v Extralize juniorek, Mistr ČR - 2016 - – Juniorky – bronzové v Extralize juniorek - – Juniorky – finalistky Místrovství ČR juniorek do 19 let - 2018 - – Ženy – stříbrná medaile v Extralize žen, Vícemistryně ČR - – Žáci – bronzová medaile z mistrovství ČR žáků - 2019 - – Ženy – bronzová medaile v Extralize žen - 2020 - – Junioři – zlatá medaile z Extraligy juniorů, Mistr ČR - – Kadeti – zlatá medaile z Štěpánkova memoriálu - 2021 - – Kadetky – bronzová medaile z Open Poháru ČSA - – Junioři – bronzová medaile z Extraligy juniorů - – Muži – finalisté 2. ligy, postup do Extraligy - 2022 - Pořadatelství Mistrovství Evropy žen do 22 let, 17 národních týmů, 2 zápasy živě na ČT Sport - Muži - návrat do Extraligy po 8 letech, TV zápas živě na ČT Sport, Snails Kunovice vs. Hroši Havl. Brod - Ženy - po 12 letech sestup z Extraligy do 2. ligy - 2023 - Muži - sestup z Extraligy po dvou letech do 2. ligy. Prohra v play out 3:4 na zápasy s Joudrs Praha - – Junioři – finalisté Extraligy juniorů - 2024 - Muži - vítězové 2. ligy, po roce opět postup do Extraligy. - Coachball U11 - vítězství v dovednostní soutěži Clash Of Skills - Týmy Tballu U9 i Coachballu U11 se umístily na MČR na krásném 4. místě |

## Významní odchovanci Snails Kunovice
| Významní odchovanci Snails Kunovice |
| Adam Luňák - – Stříbrná medaile z Extraligy mužů 2024, za tým Locos Břeclav - – Zlatá medaile z Extraligy mužů 2023, za tým Locos Břeclav - – Zlatá medaile z Extraligy mužů 2022, přestoupil do týmu Locos Břeclav - – Bronzová medaile z MS 2020 Juniorů U19 na Novém Zélandu, historicky první medaile v mužsko-chlapecké linii pro ČR na Mistrovství světa - – Stříbrná medaile z Extraligy mužů 2019, hostoval za tým Locos Břeclav - – Stříbrná medaile z nejlepšího týmového turnaje v Evropě – Super Cup, 2019 Itálie, hrál za Norský tým Oslo Aligators Michal Kolůch - reprezentant ČR mužů na historicky prvním Mistrovství světa konaném na evropském kontinentu (v ČR), MS 2020 - – zlatá medaile z Extraligy mužů 2018, hostoval za tým Tempo Praha - – reprezentant ČR muži, ME 2018 – Mistr Evropy - – reprezentant ČR muži, ME 2016 – Mistr Evropy - – reprezentant ČR juniorů U19, ME 2013, Mistr Evropy - reprezentant ČR juniorů U19, MS 2012 v Argentině David Vícha - – reprezentant ČR juniorů U18, ME 2021 – Mistr Evropy - reprezentant ČR juniorů U18, MS 2023 v Mexiku David Jelínek - – reprezentant ČR juniorů U18, ME 2021 – Mistr Evropy - reprezentant ČR juniorů U18, MS 2023 v Mexiku Matyáš Zelinka - – reprezentant ČR juniorů U16, ME 2021 – Mistr Evropy - reprezentant ČR juniorů U18, MS 2023 v Mexiku - první hráč Snails hrající letní sezonu v USA, tým St. Louis Honey Badgers Filip Vícha - – reprezentant ČR juniorů U16, ME 2021 – Mistr Evropy Štěpán Halámek - – reprezentant ČR juniorů U16, ME 2021 – Mistr Evropy Eliška Mlýnková - reprezentantka ČR ženy, MS 2016 (Kanada) - reprezentantka ČR ženy, MS 2014 (Holandsko) - – reprezentantka ČR juniorky U22, ME 2014, 2. místo - – reprezentantka ČR juniorky U22, ME 2012, 2. místo - reprezentantka ČR juniorky U19, MS 2011 (Jižní Afrika) Tereza Vlčková - reprezentantka ČR ženy, MS 2016 (Kanada) - – reprezentantka ČR ženy, ME 2015, 3. místo - – reprezentantka ČR juniorky U22, ME 2014, 2. místo - reprezentantka ČR juniorky U19, ME 2012 - reprezentantka ČR juniorky U19, MS 2011 Sabina Phamová - reprezentantka ČR juniorky U19, MS 2015 (USA) - – reprezentantka ČR juniorky U19, ME 2014, Mistryně Evropy Kateřina Sedlářová - – reprezentantka ČR juniorky U19, ME 2014, Mistryně Evropy Denisa Hůsková - – reprezentantka ČR ženy U22, ME 2016 – 3. místo - reprezentantka ČR juniorky U19, MS 2015 (USA) - – reprezentantka ČR juniorky U19, ME 2014, Mistryně Evropy Ondřej Blaha - reprezentant ČR juniorů U19, MS 2008 (Kanada) - – reprezentant ČR mužů, ME 2007, Mistr Evropy - člen realizačního týmu na MS juniorek 2015 (USA), MS žen 2016 (Kanada), ME žen 2017 (Itálie) Marek Lapčík - reprezentant České republiky mužů 2005-2007 - kauč reprezentace juniorek U22 Slovenska 2014 - kauč reprezentace juniorek U22 Slovenska 2012 - kauč reprezentace juniorek U19 Slovenska 2010 Bronislav Kratochvíl - kauč reprezentace juniorek U22 Slovenska 2014 Monika Šestáková - reprezentantka ČR juniorky U22, ME 2008 Adéla Konečná - reprezentantka ČR juniorky U22, ME 2008 - – reprezentantka ČR juniorky U22, ME 2012, 2. místo Pavel Křivák - předseda sportovně-technické komise České softballové asociace (ČSA) v letech 2007- 2015 - člen předsednictva ČSA v letech 1998-2001, 2007- 2015 - předseda trenérsko-metodické komise 1998-2001 - hlavní trenér reprezentace ČR žen v letech 2015-2017 - hlavní kauč reprezentace juniorek U19 v letech 2011, 2013- 2015, – ME 2014, Mistr Evropy - asistent trenéra českého národního týmu žen v letech 2008-2011 - hlavní kauč ženské reprezentace Slovenska 2003-2005 - dlouholetý předseda Snails Kunovice, hlavní trenér žen i mužů Snails Přemysl Vícha - trenér u českého národního týmu U16 v letech 2020 – 2021, – ME 2021 – Mistr Evropy - trenér extraligových mužů Snails v roce 2022-2024 Přemysl Beránek - asistent trenéra ženské reprezentace Slovenska v roce 2005 - asistent trenéra reprezentace juniorek ČR U22 v roce 2008 - hlavní trenér extraligových žen Snails v roce 2021 Milan Zedník - člen širší reprezentace mužů ČR 1997 - trenér mužů při jejich postupu do Extraligy - Předseda oddílu Snails - Trenér extraligových žen Snails v roce 2022 Martin Hanzl - člen širší reprezentace mužů ČR 1997 |

## Cizí hráči/trenéři v dresu Snails Kunovice reprezentanty ČR/SR
| Cizí hrači/trenéři v dresu Snails Kunovice reprezentanty ČR/SR/ostatní |
| Zdeněk Mateřanka - Hráč Extraligy mužů, ve Snails 3 sezóny (2008 – 2010, 2021), – ME 2009, Mistr Evropy Peter Fecko - Hráč Extraligy a 2. ligy mužů, ve Snails 14 sezón (2010 – 2023), člen reprezentace Slovenska Dušan Borbély - Hráč Extraligy mužů, ve Snails 2 sezóny (2008, 2009), člen reprezentace Slovenska, několikrát hlavní trenér Slovenské reprezentace žen, trenér extraligových mužů Locos Břeclav Filip Tabaček - Hráč Extraligy mužů, ve Snails 3 sezóny (2011 – 2013), – ME 2013 juniorský mistr Evropy, od sezóny 2015 hráč extraligových Hrochů z Havl. Brodu Lubomír David - Asisten trenéra Extraligy žen, ve Snails 5 sezón (2017 – 2021), účastník letních olympijských her v korejském Soulu 1988 Dominika Rampáčková - Hráčka Extraligy žen, ve Snails 9 sezón (2012 – 2020), členka reprezentace Slovenska, extraligová MVP 2018, od sezóny 2021 hostuje v Arrows Ostrava Petra Slaninková - Hráčka Extraligy žen, ve Snails 10 sezón (2011 – 2020), členka reprezentace Slovenska, od sezóny 2021 hostuje v Arrows Ostrava Tereza Kubicová - Hráčka Extraligy žen, ve Snails 5 sezón (2015 – 2019), členka reprezentace ČR, – ME 2014 juniorská mistryně Evropy, hráčka Arrows Ostrava Lucie Kaplarczyková - Hráčka Extraligy žen, ve Snails 5 sezón (2014 – 2018, 2021), členka reprezentace ČR Eliška Stejskalová - Hráčka Extraligy žen, ve Snails 4 sezóny (2017 – 2020), členka reprezentace ČR, nejlepší pálkařka Extraligy 2018, v sezóně 2021 hrála v USA za univerzitu FLORIDA SOUTHWESTERN STATE Dominika Mešťanová - Hráčka Extraligy žen, ve Snails 5 sezón (2016 – 2020), členka reprezentace Slovenska, od sezóny 2021 hostuje v Arrows Ostrava Lenka Gunišová - Hráčka Extraligy žen, ve Snails 6 sezón (2016 – 2020, 2022), členka reprezentace Slovenska, v sezóně 2021 hrála a trénovala chorvatský Princ Zagreb Nikol Tabačková - Hráčka Extraligy žen, ve Snails 1 sezónu (2015), – ME 2014 juniorská mistryně Evropy, od sezóny 2016 se naplno věnuje oštěpu, kde je součástí tréninkové skupiny Jana Železného Kazuki Ishizaki - Hráč Extraligy mužů, ve Snails 2 sezóny (2022, 2023) - člen širšího kádru japonské reprezentace a členem jejího realizačního týmu na MS 2019 v České republice Antonio Valdez - Hráč Extraligy mužů, ve Snails 1 sezónu (2023) Corinne Reinhardt a Danica Arterburn (2015), Keyana Terry (2017), Morgan Ray (2019) - Hráčky Extraligy žen, ve Snails 1 sezónu Ina Kaindl - Hráčka Extraligy žen, ve Snails 4 sezónu (2019 - 2022), členka reprezentace Rakouska Olivia Bettstein - Hráčka Extraligy žen, ve Snails 4 sezónu (2019 - 2022), členka reprezentace Rakouska Viktória Šarkányová - Hráčka Extraligy žen, ve Snails 2 sezónu (2021), členka reprezentace Slovenska Nataliia Kornozevych a Anastasiia Prysiazhniuk - Hráčky Extraligy žen, ve Snails 1 sezónu (2022), členky juniorské reprezentace Ukrainy, účast na ME žen do 22 let v Kunovicích |